# Fianarantsoa

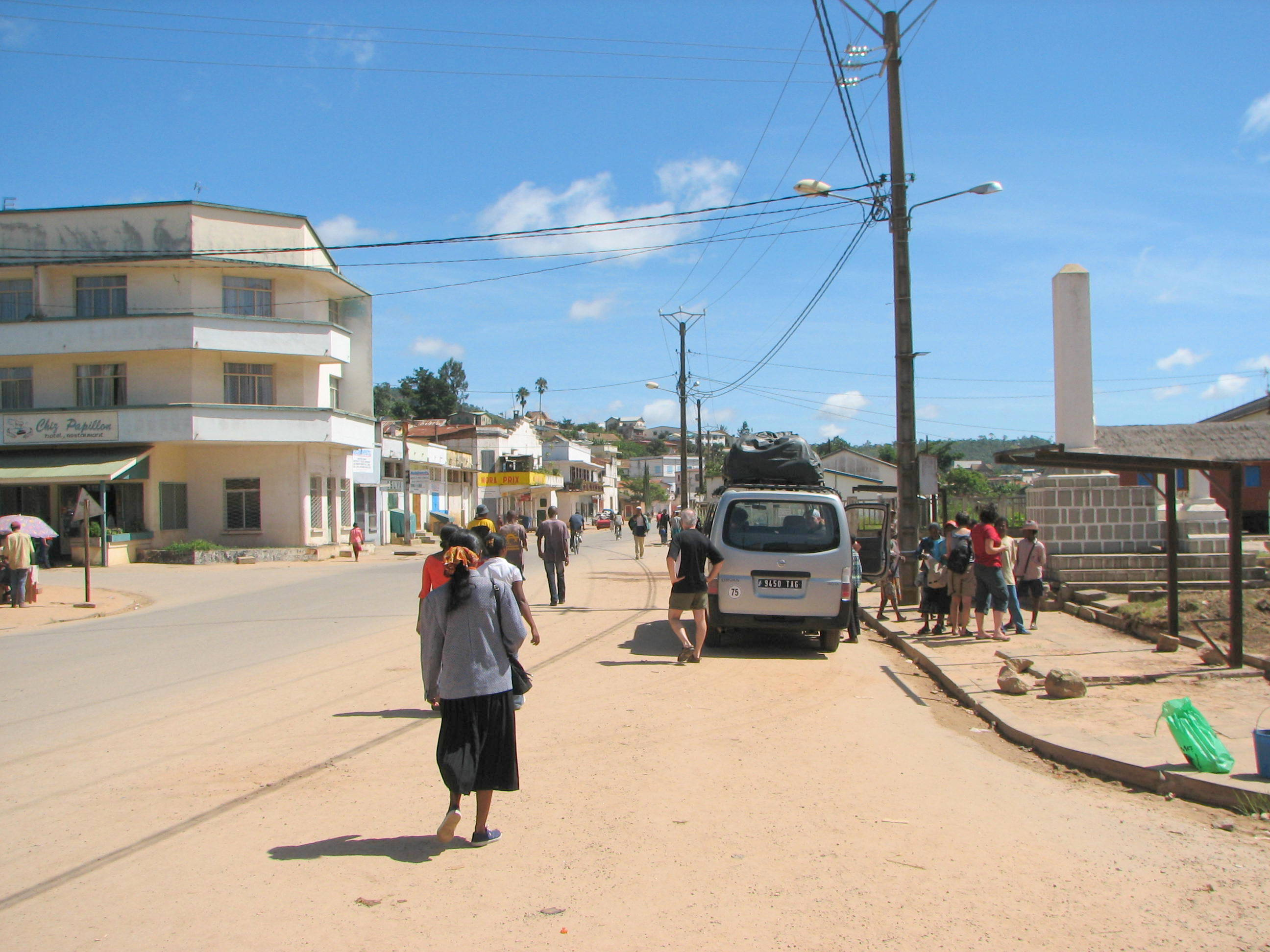
Ulica w Fianarantsoa.

Fianarantsoa – miasto w środkowym Madagaskarze; stolica regionu Haute Matsiatra. Według spisu z 2018 roku liczy 191,8 tys. mieszkańców. Piąte co do wielkości miasto kraju. We wschodniej części miasta znajduje się lotnisko.
W mieście rozwinął się przemysł drzewny, skórzany oraz spożywczy.